# (620057) 2005 CG81
(620057) 2005 CG81, também escrito como (620057) 2005 CG81, é um corpo menor que está localizado no disco disperso, uma região do Sistema Solar. Ele possui uma magnitude absoluta de 6,1 e tem um diâmetro estimado de cerca de 265 quilômetros. O astrônomo Mike Brown lista este corpo celeste em sua página na internet como um candidato a possível planeta anão.

## Descoberta
(620057) 2005 CG81 foi descoberto no dia 10 de fevereiro de 2005 pelo Canada-France Ecliptic Plane Survey.

## Órbita
A órbita de (620057) 2005 CG81 tem uma excentricidade de 0,243 e possui um semieixo maior de 54,325 UA. O seu periélio leva o mesmo a uma distância de 41,117 UA em relação ao Sol e seu afélio a 67,532 UA.